# Gregorio Villalobos
Gregorio Villalobos Espinoza (* 1944 in Guadalajara, Jalisco) ist ein ehemaliger mexikanischer Fußballspieler auf der Position eines Verteidigers.

## Laufbahn
Villalobos stand während seiner gesamten fußballerischen Laufbahn bei seinem Heimatverein Chivas Guadalajara unter Vertrag, mit dem er in der Saison 1969/70 den insgesamt achten Meistertitel des CD Guadalajara, den Pokalwettbewerb und den Supercup gewann.

## Erfolge
- Mexikanischer Meister: 1969/70
- Mexikanischer Pokalsieger: 1969/70
- Mexikanischer Supercup: 1970